# Ahrenberg (Bad Sooden-Allendorf)
Ahrenberg ist ein Stadtteil von Bad Sooden-Allendorf im nordhessischen Werra-Meißner-Kreis.

## Geographie
Der Ort liegt auf 223 m Höhe rund einen Kilometer nordwestlich der Kernstadt von Bad Sooden-Allendorf, es gibt jedoch keine direkte Straßenverbindung dorthin. Die einzige Straße führt von Ahrenberg zum nördlichen Nachbarort Ellershausen. Durch seine abgeschiedene Lage ist das Dorf ein beliebtes Ausflugsziel für Soodener Kurgäste.

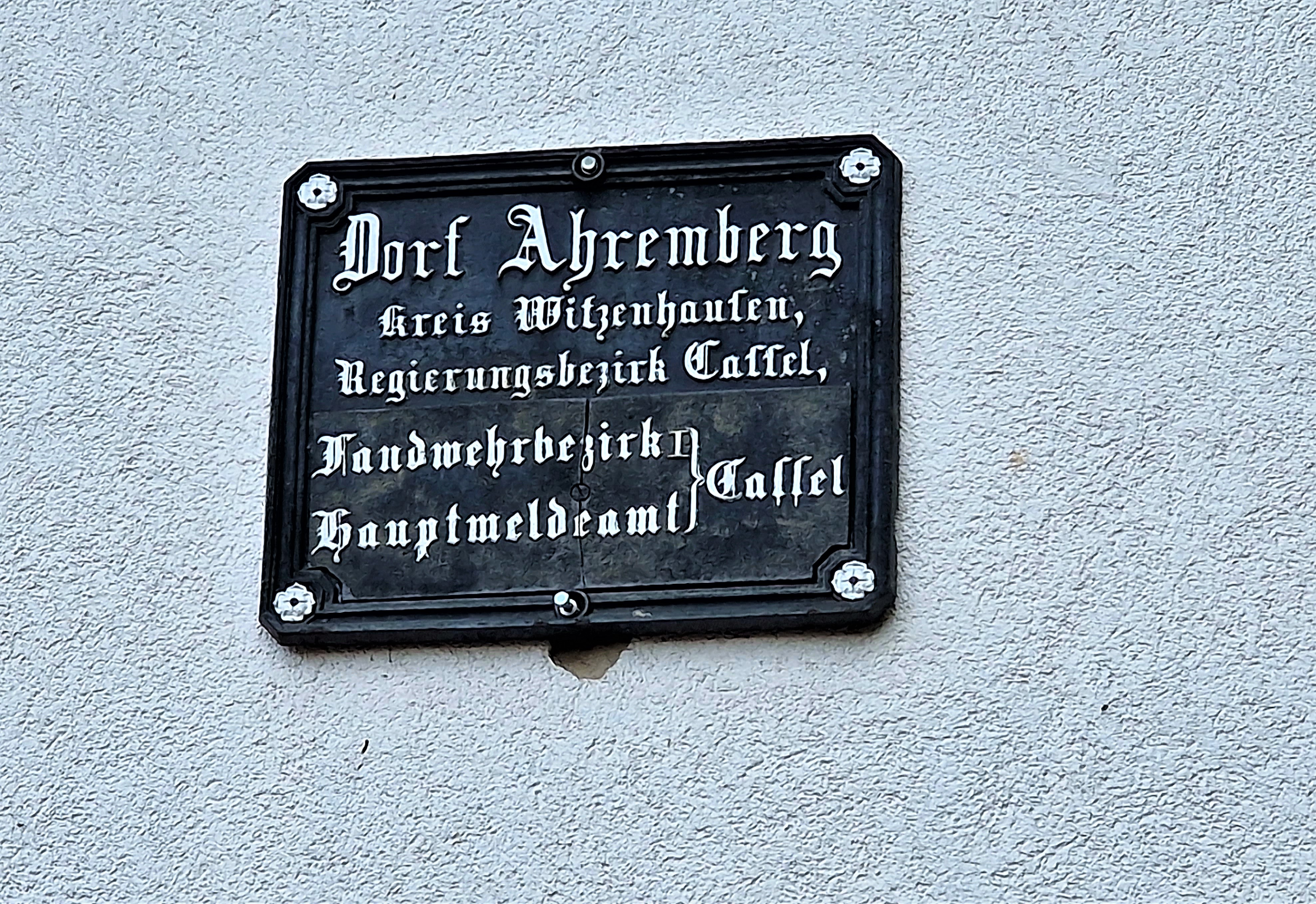
Historisches Schild an einer Scheune am Ahrenberg 3 zu Ahrenberg, Stadtteil von Bad Sooden-Allendorf

## Geschichte

### Ortsgeschichte
Die älteste bekannte schriftliche Erwähnung von Ahrenberg erfolgte unter dem Namen de Arenberg im Jahr 1130 in einer Urkunde des Markgrafen von Meissen.
Zum 1. September 1970 wurde die bis dahin selbständige Gemeinde Ahrenberg im Zuge der Gebietsreform in Hessen auf freiwilliger Basis in die Stadt Bad Sooden-Allendorf eingegliedert.  Für Ahrenberg wurde ein Ortsbezirk mit Ortsbeirat und Ortsvorsteher nach der Hessischen Gemeindeordnung gebildet.

### Bevölkerung
Einwohnerstruktur 2011
Nach den Erhebungen des Zensus 2011 lebten am Stichtag, dem 9. Mai 2011, in Ahrenberg 27 Einwohner. Darunter waren keine Ausländer.
Nach dem Lebensalter waren 6 Einwohner unter 18 Jahren, 9 zwischen 18 und 49, 3 zwischen 50 und 64 und 9 Einwohner waren älter.
Die Einwohner lebten in 12 Haushalten. Davon waren 3 Singlehaushalte, 3 Paare ohne Kinder und 6 Paare mit Kindern, sowie keine Alleinerziehende und keine Wohngemeinschaften. In 3 Haushalten lebten ausschließlich Senioren und in 3 Haushaltungen lebten keine Senioren.
Einwohnerentwicklung
| Quelle: Historisches Ortslexikon |                                  |
| • 1575/85:                       | 2 Hausgesesse                    |
| • 1681:                          | 3 Hausgesesse                    |
| • 1747:                          | 4 Hausgesesse mit 6 Feuerstellen |

| Ahrenberg: Einwohnerzahlen von 1781 bis 2016 | Ahrenberg: Einwohnerzahlen von 1781 bis 2016 | Ahrenberg: Einwohnerzahlen von 1781 bis 2016 | Ahrenberg: Einwohnerzahlen von 1781 bis 2016 | Ahrenberg: Einwohnerzahlen von 1781 bis 2016 |
| --- | -------------------------------------------- | -------------------------------------------- | -------------------------------------------- | -------------------------------------------- |
| Jahr |                                              |                                              |                                              | Einwohner                                    |
| 1781 | 1781                                         |                                              | 30                                           | 30                                           |
| 1834 | 1834                                         |                                              | 30                                           | 30                                           |
| 1840 | 1840                                         |                                              | 35                                           | 35                                           |
| 1846 | 1846                                         |                                              | 28                                           | 28                                           |
| 1852 | 1852                                         |                                              | 26                                           | 26                                           |
| 1858 | 1858                                         |                                              | 26                                           | 26                                           |
| 1864 | 1864                                         |                                              | 29                                           | 29                                           |
| 1871 | 1871                                         |                                              | 34                                           | 34                                           |
| 1875 | 1875                                         |                                              | 34                                           | 34                                           |
| 1885 | 1885                                         |                                              | 29                                           | 29                                           |
| 1895 | 1895                                         |                                              | 24                                           | 24                                           |
| 1905 | 1905                                         |                                              | 23                                           | 23                                           |
| 1910 | 1910                                         |                                              | 25                                           | 25                                           |
| 1925 | 1925                                         |                                              | 22                                           | 22                                           |
| 1939 | 1939                                         |                                              | 24                                           | 24                                           |
| 1946 | 1946                                         |                                              | 39                                           | 39                                           |
| 1950 | 1950                                         |                                              | 35                                           | 35                                           |
| 1956 | 1956                                         |                                              | 22                                           | 22                                           |
| 1961 | 1961                                         |                                              | 25                                           | 25                                           |
| 1967 | 1967                                         |                                              | 27                                           | 27                                           |
| 1970 | 1970                                         |                                              | 36                                           | 36                                           |
| 1980 | 1980                                         |                                              | ?                                            | ?                                            |
| 1990 | 1990                                         |                                              | ?                                            | ?                                            |
| 2000 | 2000                                         |                                              | ?                                            | ?                                            |
| 2011 | 2011                                         |                                              | 27                                           | 27                                           |
| 2016 | 2016                                         |                                              | 30                                           | 30                                           |
| Datenquelle: Historisches Gemeindeverzeichnis für Hessen: Die Bevölkerung der Gemeinden 1834 bis 1967. Wiesbaden: Hessisches Statistisches Landesamt, 1968. Weitere Quellen: LAGIS; Stadt Bad Sooden-Allendorf; Zensus 2011 |                                              |                                              |                                              |                                              |

Religionszugehörigkeit
| • 1885: | 29 evangelisch (= 100,00 %) Einwohner                     |
| • 1925: | 22 evangelisch (= 100,00 %) Einwohner                     |
| • 1961: | 09 evangelische (= 36,00 %), keine katholischen Einwohner |

## Politik
Für Ahrenberg besteht ein Ortsbezirk (Gebiete der ehemaligen Gemeinde Ahrenberg) mit Ortsbeirat und Ortsvorsteher nach der Hessischen Gemeindeordnung.
Der Ortsbeirat besteht aus drei Mitgliedern. Bei den Kommunalwahlen in Hessen 2021 betrug die Wahlbeteiligung zum Ortsbeirat 78,57 %. Alle Kandidaten gehörten der „Ahrenberger List“ an. Der Ortsbeirat wählte Silke Stöber-Meyer zur Ortsvorsteherin.